# Let 3
Let 3 er et rockband fra Kroatien, etableret i 1987.
Bandets frontfigurer er Damir "Mrle" Martinović og Zoran "Prlja" Prodanović. Bandet er populært i Kroatien og i flere andre tidligere jugoslaviske lande. Dets popularitet skyldes i høj grad bandets rockstil og deres chokerende og provokerende præstationer, som ofte involverer meget nøgenhed.
I februar 2023 vandt bandet den kroatiske sangkonkurrence Dora og vil repræsentere Kroatien i Eurovision Song Contest 2023 med sangen "Mama ŠČ!».